# Округ Хенкок (Илиноис)
Округ Хенкок (енгл. Hancock County) је округ у америчкој савезној држави Илиноис.

## Демографија
По попису из 2010. године број становника је 19.104, што је 1.017 (-5,1%) становника мање 2000. године.
| Група             | 2000.          | 2010.          |
| Белци             | 19.780 (98,3%) | 18.611 (97,4%) |
| Афроамериканци    | 41 (0,2%)      | 52 (0,3%)      |
| Азијати           | 46 (0,2%)      | 46 (0,2%)      |
| Хиспаноамериканци | 105 (0,5%)     | 185 (1,0%)     |
| Укупно            | 20.121         | 19.104         |